# IJme Gerardus Bijvoets

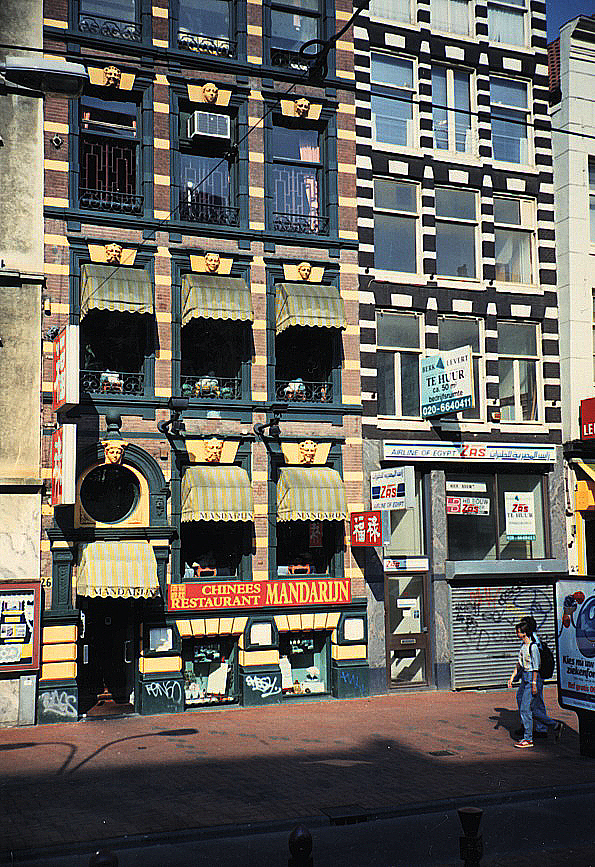
Rokin 26 (linkerpand)

IJme Gerardus Bijvoets (Gzn.) (Wymbritseradeel, 2 september 1837 – Haarlem, 25 januari 1901) was een Nederlandse architect.
Onder meer in Amsterdam en Westbeemster ontwierp hij diverse gebouwen. Een aantal daarvan is vandaag de dag gewaardeerd als monument. Daarnaast kwam in 1891 in Rotterdam voor de een jaar eerder geopende Tivoli Schouwburg de door hem ontworpen Wintertuin gereed.
Hij was getrouwd met Adriana Dolphina Boonekamp (overleden 1890) en kreeg minstens twee kinderen. Zijn dochter zou met een zoon van een bevriende makelaar Kloppers trouwen. 

## Werken (incompleet)
- Westbeemster, St. Jan de Doper met aangrenzend de pastorie, Jisperweg 55, circa 1879, rijksmonument
- Amsterdam: Gebouw Mercurius, Prins Hendrikkade 20, 1882-1883, rijksmonument
- Amsterdam: Rokin 26, uit 1883 in neo-renaissancestijl, gemeentelijk monument
- Amsterdam: De Ruijterkade 105-106, 1884, hoekpand met o.a. remise, werkplaats en bovenwoningen, rijksmonument
- Rotterdam: Tivoli Wintertuin, 1891
- Amsterdam: Stadhouderskade 62-64, hoek Frans Halsstraat
- Amsterdam: Kalverstraat 33, uit 1878 in eclectische neostijl, vroeger Hotel Adrian
- Amsterdam: Spuistraat 88A, December 1877, vroeger hoofdkantoor voor Roelofs & Zonen Theehandel, Rijksmonument
- Amsterdam: Haarlemerstraat 65-67 voor Magazijn Willem III, gemeentelijke monument
- Nederhorst den Berg: Onze Lieve Vrouw Hemelvaartkerk

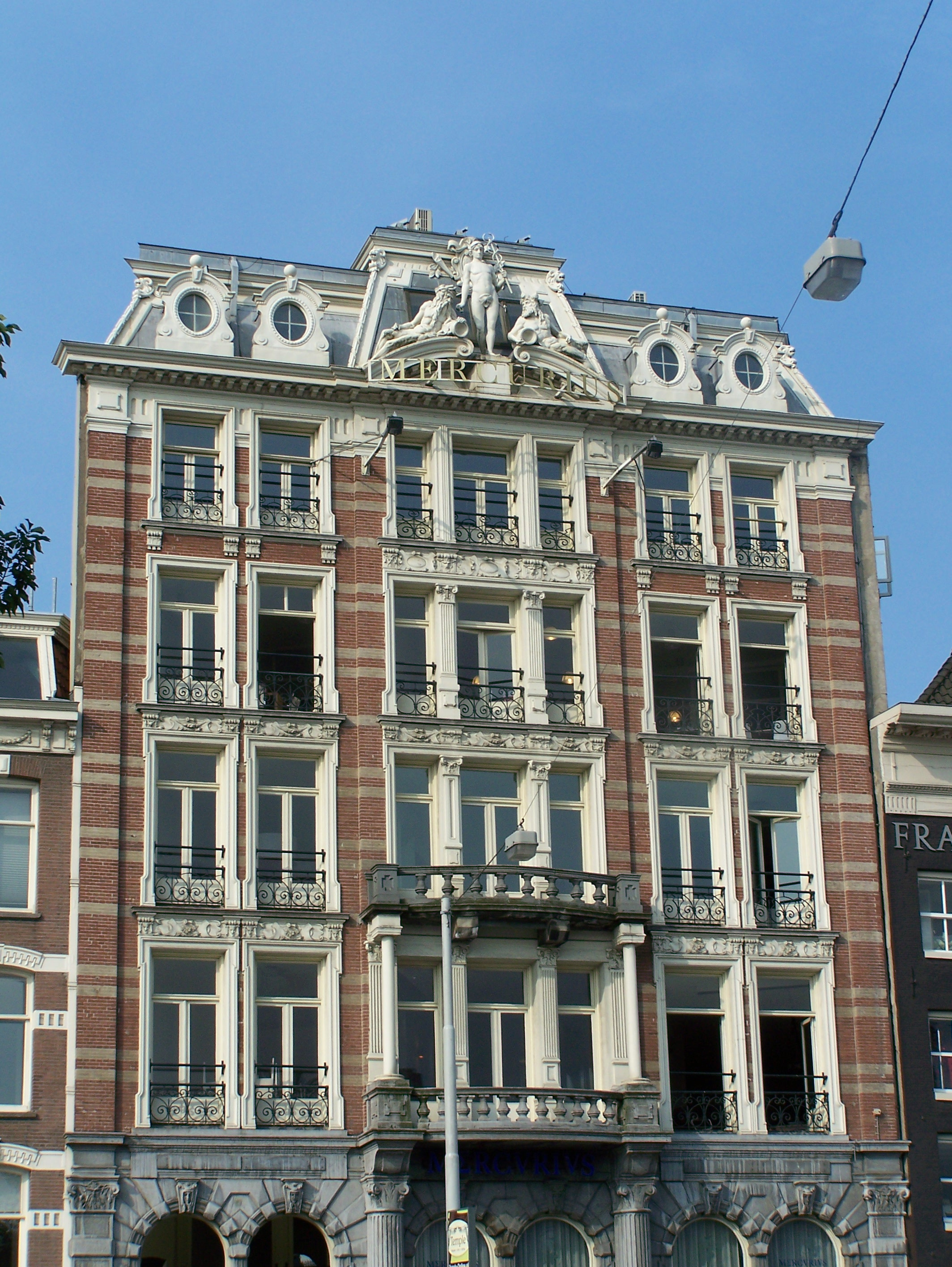
Gebouw Mercurius aan de Prins Hendrikkade.
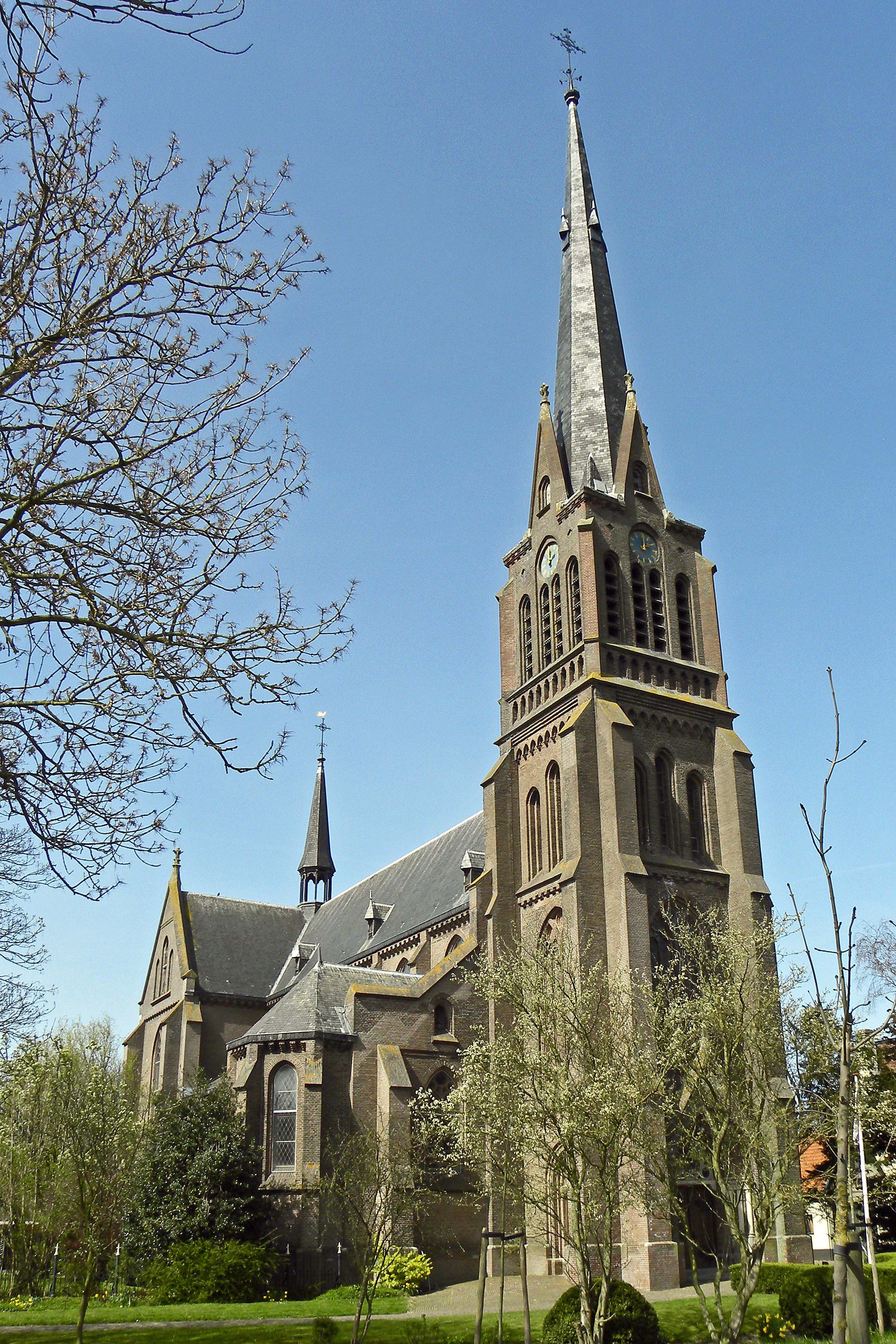
St. Jan de Doper.
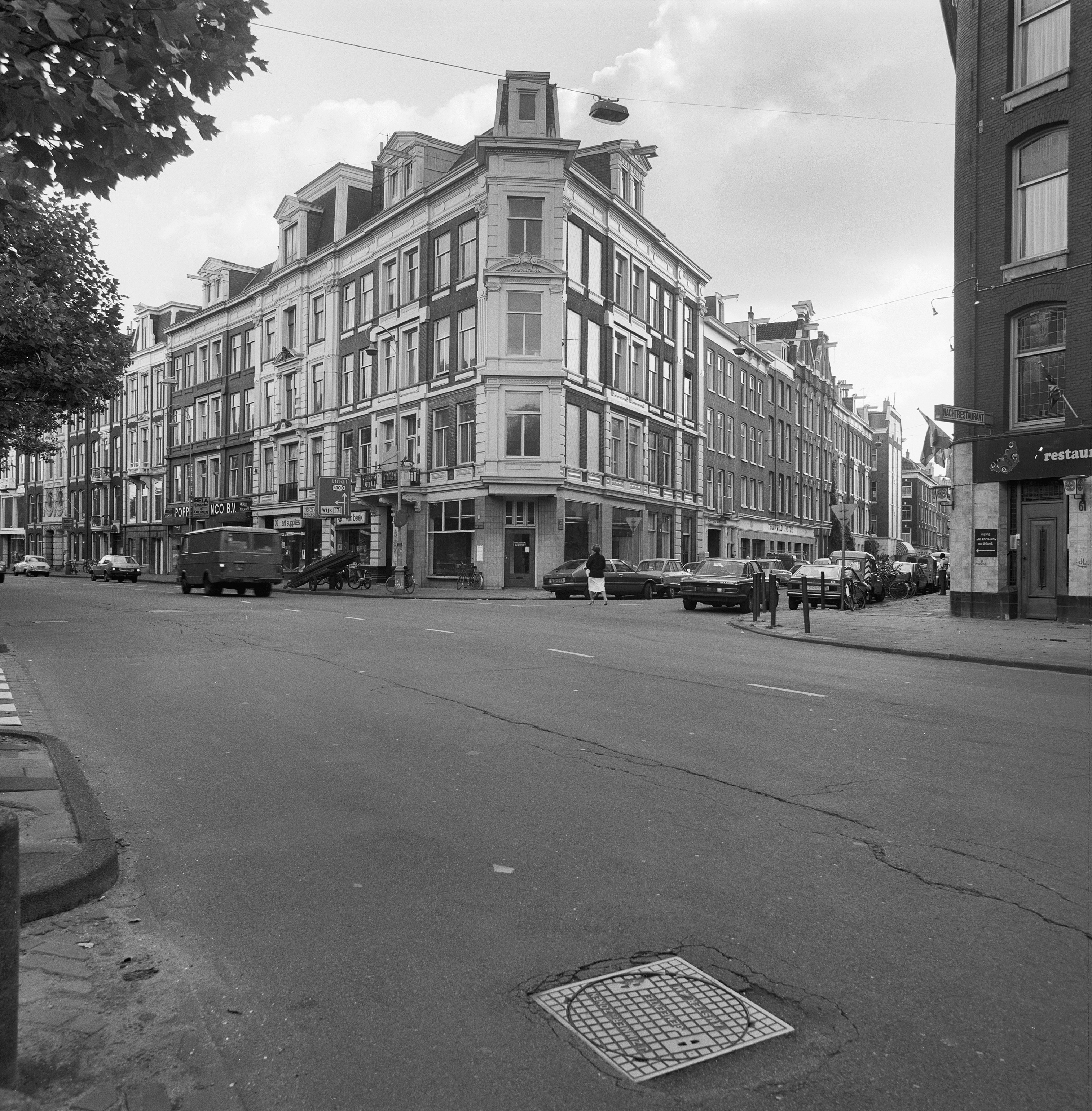
Hoek Stadhouderskade/Frans Halsstraat.

## Verder lezen
- V. van Rossem (2010), IJme Gerardus Bijvoets
- Archief van Architectenbureau IJ. Bijvoets Gz, op: Stadsarchief Amsterdam